# Karin Beyer
Karin Beyer (née le 30 juillet 1941) est une nageuse est-allemande. Elle obtient trois records du monde : sur 100 m (1:20.3 en 1958 puis 1:19.6) et sur 200 m (2:48.0 en 1961).
Entre 1961 et 1965 elle étudie la physiothérapie à l'institut médical de Leipzig et devient entraîneuse jusqu’à sa retraite en 2002.